# Markoesa Hamer
Markoesa Hamer (10 mei 1985) is een Nederlandse actrice en intimiteitscoördinator en is vooral bekend van haar rol van Isa van Buren in de dramaserie Dokter Deen van Omroep MAX.

## Privéleven
Hamer is tweetalig (Nederlands/Engels) opgevoed en heeft van jongs af aan interesse in acteren gehad. Op haar negende ging zij al naar de Amsterdamse jeugdtheaterschool. In 2007 studeerde ze af van de Amsterdamse Toneel en Kleinkunstacademie.

## Carrière
Hamer speelde in tal van theaterproducties, waaronder Britannicus. In 2009 was ze te zien in Spinoza in Exile en in De Spooktrein. Begin 2010 speelde zij in de voorstelling Late-avond-idealen van regisseur Sanne Vogel. In de zomer ontving de paradevoorstelling Niet omkijken! het Gouden Ei voor beste KinderParade-voorstelling. Tijdens Festival 5D speelde Hamer in de voorstelling Volmaakt van Frits Lambrechts.
Behalve in het theater was Hamer ook in verschillende televisie- en filmproducties te zien. In 2008 speelde zij een rol in Den Helder die ook nog een Gouden Kalf won. In 2010 vertolkte Hamer de hoofdrol van Robin in de afstudeerfilm van Femre van Gijssel Ik red me wel.
Van 2012 tot 2018 was Hamer te zien in de dramaserie Dokter Deen.
In 2019 maakte ze haar presentatiedebuut als co-presentator van MAX PubQuiz.

## Rollen

### Filmografie
- De co-assistent (2007); Net5
- Als alles bijzonder wordt (2008)
- Flikken Maastricht (2008); Eyeworks, aflevering "Pillen"
- Annie M.G. (2008); NPS, VARA
- Het leven uit een dag (2008)
- Den Helder (2008); NPS, VARA, VPRO. Gouden Kalf beste televisiefilm 2008.
- A'dam - E.V.A. (2009)
- De Popgroep (2009); Villa Achterwerk, VPRO
- Ik red me wel (2010) - Robbin
- Dokter Deen (2012-2018) - Isa van Buren: Eyeworks, Omroep Max
- Popoz (2013) - Annabel
- Aanmodderfakker (2014) - Julie
- How to Sell Drugs Online (Fast) (2018) - Marlene
- Koppensnellers (2020) - Fleur Schipper
- Swanenburg (2021) - Samantha
- Moloch (2022) - Sonja
- Piece of My Heart (2022) - Juf Engels
- Dertigers: de Kerstfilm (2023) - Rebecca
- Torch Song (2024) - Joey
- Onopgelost (2024) - Valerie
- Project Herbert (2024) - Muna

### Theater
- Het land (2007) - Rebbeca
- Animal Farm (2007)
- Britannicus (2007) - Junia
- Mensenwensen (2007); regie Sanne Vogel
- Troilus & Cressida (2008)
- De studio (2008)
- Busbanen en Ara's tranen (2008) - Ara
- Een pyjama party pleidooi voor de vriendschap (2009); regie Sanne Vogel
- Spinoza (2009)
- De spooktrein (2009)
- Late Avond Idealen (2010); regie Sanne Vogel
- Niet omkijken! (2010); Het Gouden Ei 2010
- Volmaakt (2010); regie Frits Lambrechts
- Sneeuwmeisjes (2010); regie Sanne Vogel